# هاتون مگنا
هاتون مگنا (به انگلیسی: Hutton Magna) یک روستا و محله مدنی در بریتانیا است که در County Durham واقع شده‌است. هاتون مگنا ۱۹۴ نفر جمعیت دارد.